# 江炳興
江炳興（1939年5月5日—1970年5月30日），臺中市大里區人，畢業於臺中一中，陸軍軍官學校第33期學生，基督教徒。因參與臺灣獨立運動入獄，後因策畫與其他政治犯共同劫械越獄（許多獄中政治犯與支持者稱為「起義」）、並聯合獄外人士武裝革命推翻中華民國政府而再次遭逮捕，判處死刑，總統蔣中正誤以為他的刑事處分為「移送綠島」，親自批示槍決，而中華民國國防部早於蔣中正批示前作出已核准6名被告之覆判判決，並未照批示而改變原判決，是為「泰源事件」。這是1947年二二八事件後第一件已達付諸行動階段的武裝革命，也是臺灣戰後時期繼1958年海軍士官學校校友臺獨案、1958年黃埔軍校臺籍校友臺獨案、1961年「蘇東啟案」等大小案件後再一次計畫以武力號召臺灣獨立的事件。
江炳興被資深臺灣獨立運動人士史明等讚為「革命烈士」、「建國烈士」或「泰源烈士」等。由台灣文史政治學界以紀念為台灣付出、犧牲生命的義人為宗旨的「台灣英雄館」即將其列入。參與白色恐怖受難者口述訪談的黨外文史工作者林世煜則將其譽為「自高中時代就決死志，歷十數年不動搖的人格者。」

## 家庭背景
江炳興的父母親都不識字，務農，共有七個小孩，江炳興排行老大，有一位弟弟、五位妹妹。由於家境問題，九歲才唸小學，常一邊幫忙農事、一邊看書，但從一到六年級的成績都是第一名。

## 軍校時期
1959年，江炳興和吳俊輝（臺中市人，1939年生）、黃重光（臺中縣人，1941年生）、陳新吉（臺中市人，1941年生）等臺中一中學生，組織「自治互助會」。不久與高雄中學的陳三興（1942年生）、蔡財源（1940年生）與施明德等人所組「亞細亞同盟」合併成「台灣獨立聯盟」。江炳興和吳俊輝等約定，依個人家庭經濟條件的不同分為兩條路，吳俊輝進東海大學，江炳興、蔡財源、施明德等人則在高中畢業後，投考軍校，以期能武裝兵變推翻國民黨政府。
信仰基督教的江炳興在軍校時曾有段時間一直在思考教義。

成立於東京的台灣共和國臨時政府國旗

吳炳坤軍校的難友同窗陳春榮表示，當時唸陸軍軍官學校的臺灣籍學生常被外省同學歧視，這些臺灣同學就更團結，從30期到33期的有四、五十人，每次放假日就相約去高雄大貝湖（澄清湖）。陸官第30期臺灣籍學生吳炳坤（臺南市人，1935年生）於1959年秋天和其他臺灣同學成立「臺灣同鄉互助會」，聯絡感情，引起中國國民黨的注意。他們後來又因時常談論時政，也注意到流亡日本的廖文毅所提臺灣獨立主張。1960年，吳炳坤、許直勝（南投縣人，1938年生，陸官第32期）、陳恩泉（彰化縣人，1938年生，陸官第32期）、張泉地（彰化縣人，1938年生）等被捕，被認為有臺獨傾向且為帶頭者的吳炳坤被依《陸海空刑法》第一百二十條軍中祕密結社罪關了二年，張泉地五年。全校五十多位臺灣籍軍校生也個別被叫去問三、四次。
陸官第33期的江炳興受吳炳坤說服而加入其軍校臺獨種子成員之一，並接受精神心志教育和體力上的鍛鍊。他們希望軍校臺灣籍同學畢業後，如有五十個「自治互助會」的同學或串聯結盟的軍官當上營長，或許就可掌握軍中二萬多的兵力，要改革或革命，才有可能。吳炳坤吸收的臺籍軍校生結訓被編入部隊後，有的靜待時機成熟，或在軍中藉機發展。

## 學生政治犯
1962年春末，組織遭人出賣，這些成員數十人被調查局一一逮捕入獄。其中陳三興與陸軍砲兵學校畢業的少尉觀測官施明德遭判處無期徒刑，陸官第33期的蔡財源十二年，中尉觀測官黃憶源（南投縣人，1940年生）五年，少尉排長張茂雄（臺北市人，1939年生）五年，陸官第31期的陳春榮（彰化縣人，1937年生）五年，施明德三哥、國防醫學院學生施明雄五年。時年22歲的三年級學生江炳興亦於1962年夏因預備顛覆政府嫌疑遭逮捕。被羈押於臺灣警備總司令部保安處六張犁看守所期間，江炳興同學且同案的吳俊輝曾與因於1964年印製《台灣自救運動宣言》傳單一萬份而被捕的國立臺灣大學政治學系教授彭明敏關在一起，江炳興則與彭明敏的法律系學生謝聰敏同囚一室，而黃重光與魏廷朝同房。直至1965年，江炳興被處以十年有期徒刑，褫奪公權十年，送入臺北縣新店的警備總部軍法處看守所安坑分所。

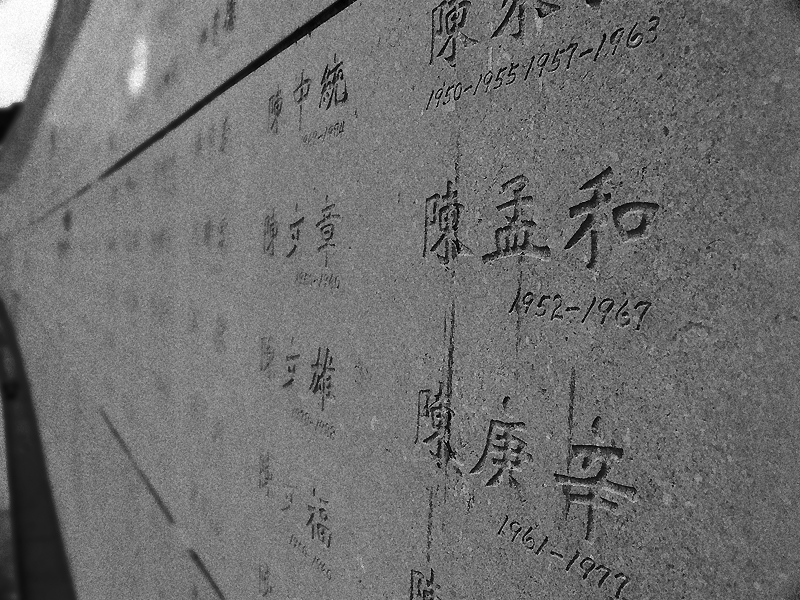
十來公尺長的綠島人權紀念碑石牆上刻滿白色恐怖時期的受難者名單，其中陳庚辛（臺北南港人，1938-2012）於陸戰隊服役時與蘇東啟等同因主張臺灣獨立建國而遭判處死刑，因國際關切壓力而改判無期徒刑，後與江炳興和鄭金河等同囚於泰源監獄。

1961年雲林縣議員蘇東啟案與1962年「台灣獨立聯盟」案等被控以臺獨叛亂之政治犯於1964年由綠島新生訓導處、臺北國防部軍法處看守所、及新店軍人監獄被移送至於臺東東河鄉北源村馬武窟溪旁河谷地的「國防部泰源感訓監獄」（1962年新建完工）集中關押。1963年9月至1969年的6年間，先後移監至此的政治犯有600餘人，其中臺獨案件者約佔三分之一。泰源事件發生時共關押335人。鄭金河（雲林北港人，1938年生）、陳良（雲林土庫人，1938年生）、詹天增（臺北瑞芳人，1938年生）、鄭正成（臺北泰山人，1938年生）等四名海軍陸戰隊一O七四部隊成員則皆涉及蘇東啟案。陸軍士官學校學生謝東榮（嘉義六腳人，1944年生）則另因「反動文字」案下獄。江炳興在臺北新店軍監（洗衣部）時就計畫要逃亡舉事，他與因「台灣獨立國」案入獄的林金煌醫師（臺中市烏日區人，1928年生）等曾準備好兩斤的砒礵要對付官兵，但未成功且遭人打小報告，乃於1969年10月底以警車開道、交通管制的方式經西部縱貫線移囚臺東泰源。
這座政治犯監獄之管理，上至典獄長，下至獄卒，全為外省籍軍人。但監獄外圍的陸軍警衛連則幾乎都是臺灣籍的充員兵。監獄設有「外役」，利用較年輕力壯者之勞力生產。白天被帶至獄外從事工程、伐木、農耕、養殖等勞作，夜間回押勞房時即將獄外消息傳知同志，如與當地教會人士、臺灣原住民、或監獄外警衛部隊臺籍充員戰士的交往情形等等。
江炳興被捕後，他陸官的一位學長（一說為同學）一直不知其下落，後來派到泰源監獄時才在人犯移送名冊上看到江炳興的名字，經約晤後將其從內側關押重要案件主犯的「義監」調為農耕隊外役。江炳興在義監時曾與黃金島同隨柯旗化學日文。

## 泰源監獄起事

台灣民主國國旗

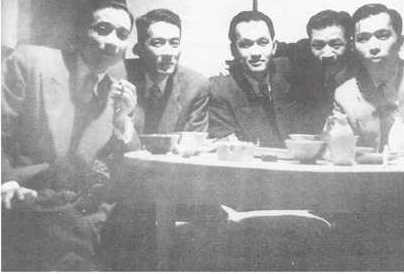
同任教於臺大的彭明敏(中)與憲法學者劉慶瑞(左一)等合影於1954年

這六位從事外役的政治受難者所餘刑期原已不多，但他們仍決定採取行動反抗中華民國政府，鄭金河自1964年即開始構思監獄革命。江炳興等獄友受「台灣民主國」的啟發，並視彭明敏教授為精神導師，而彭明敏逃亡前曾與他們保持聯絡。這項計畫在有軍事背景的江炳興到來後轉趨積極。江炳興也在泰源事件前寫家書極力反對家人在春節時至泰源監獄探望他。
江炳興在其所擬、署名為「台灣獨立革命軍軍部」的〈台灣獨立宣言〉中寫道：「……為什麼台灣人只能有一種聲音？為什麼台灣人只能選一種命運？為什麼台灣人只能乖乖聽話，不能起身反抗專制獨裁的政權？……深信壓迫與奴隸存在時，為自由奮鬥是應該的。迫害與恐懼跟著時，爭取幸福是一種權利。在今天，為此努力實只是克盡天職與恢復人類的尊嚴而已。」這些被當成「叛亂」證據的幾份手稿深鎖於國防部逾三十年。
他們在某篇無標題的文章中寫道：「經過二十多年的等待，我們發現，等待唯有死亡；祈求和平，唯有被侮辱；低聲下氣懇求諒解，唯有被譏笑；盼望正義援助，唯有被誤解我們甘願被奴隸。國際間並沒有正義存在，相反的，強權正被歌頌，我們在一切希望都消失時，只好正告國際人士，我們並不是缺乏勇氣，我們並不是貪生怕死，我們現正遵從你們歌頌的方法，追求我們台灣的完整獨立，追求我們台灣民眾的自由與幸福，相信對我們所採取的行動，你們不會感到驚訝！若有，只有指責你們正義感的遲頓，無視我們於悲慘時的呼救，為所可能發生的慘痛流淚、忍耐、等待。但是國民黨所加給我們的慘痛不願停止，流淚、忍耐被視為軟弱，現在我們已沒有眼淚可流，我們已沒有耐心可忍，剩下的只有鮮血，這是多年來我們所珍藏的。現在我們亦把它獻給敵人，獻給世人。我們並不準備讓你們歌頌，但求苦難的同胞，不再被壓迫與奴隸，求世人對我們苦難的同胞，賜給他們獨立、自由與幸福，我們深信壓迫與奴隸存在時，自由與幸福等於奢談。唯有壓迫與奴隸消失時，自由與幸福得以保障，人權得以伸張，世界能夠和平。對這真理，我們以身勵行。祈求上天，使地上苦難急急過去，和平早日來臨。」
他們抱定一死決心商討越獄行動，計畫釋放同志，控制監獄，分發武器（包括兩門大砲、五挺機關槍、半自動步槍等），聯合警衛連臺籍士官兵與當地原住民青年共約120餘人攻佔中廣臺東台、對外發表〈台灣獨立宣言〉（已由北源村天主教堂外籍神父備妥國語、臺語、英、日版的錄音帶與印妥文告）及呼籲聯合國「容毛（毛澤東）不排蔣（蔣中正）」，向國際社會傳達臺灣人要獨立的心聲。他們並希望奪取軍艦，發動全島革命，號召臺灣人推翻蔣政權。他們原擬於美國副總統安格紐1970年1月2日訪問臺灣時起義，製造跨國新聞事件，以利國際傳播，後因故延期。遭重重監控的彭明敏於1970年1月3日易容潛逃至瑞典並發表〈台灣自救運動宣言〉，此事傳到獄中（一說彭明敏寄賀年卡至獄中，而彭明敏此前曾於臺北押房與江炳興約定若江收到賀年卡，即表示他已安全逃出國外），鼓舞了江炳興等人，希望能呼應出亡的彭明敏向世界控訴在臺灣的獨裁統治，以說服國際相信臺灣有尋求獨立的聲音（當時的媒體全遭黨、政、軍控制）。雖面臨諸多顯而易見的困難，但也面臨風聲走漏遭獄中統派/左派告密，一事無成卻犧牲更大的壓力。他們認為世上絕無萬全之革命，唯有冒險犯難，若能到達目的地佔領電臺，將臺灣人獨立建國的願望廣播出去，就算達成有限目標。
原訂1970年2月6日正月初一（該案判決書與部分人士則稱2月1日星期天）晚上的行動因配合支持行動之衛兵輪休時程延期，許多人已寫好遺書、將積蓄全拿來加菜或贈寄親友。8日大年初三星期天，身上藏著獨立宣言的江炳興等六名從事外役的政治犯利用中午換哨崗衛兵較鬆懈的機會，持刀刺殺警衛班長龍潤年，奪取槍械子彈，班長呼救，驚動警衛連，監獄大門、中門遭鎖，衛兵後援趕至使他們未能依原訂計劃打開牢房放走其他已著裝攜刀械等待中的同夥舉事，幾位原本交情不錯的臺籍警衛連紀姓輔導長（代理休假中的連長）和原定配合舉事的衛兵在對峙一陣子後，雙方都不忍互相衝突，叫他們儘快逃離泰源監獄。六人事敗後分頭逃往山區，監獄安全防衛由警備總部與憲兵直接接管，總司令劉玉章親自坐鎮指揮，原警衛連被迅速調離，全連接受個別偵訊。國防部成立前進指揮所，動員三個營（16個完整連）的兵力進入臺東圍捕十日，動員警力、祭出懸賞並找原住民青年協助圍山搜索。他們在當地居民協助後仍陸續被捕（江炳興於2月13日），送到新店安坑看守所，但都挺過刑求，一肩扛下所有責任，始終未供出任何其他參與支持者。

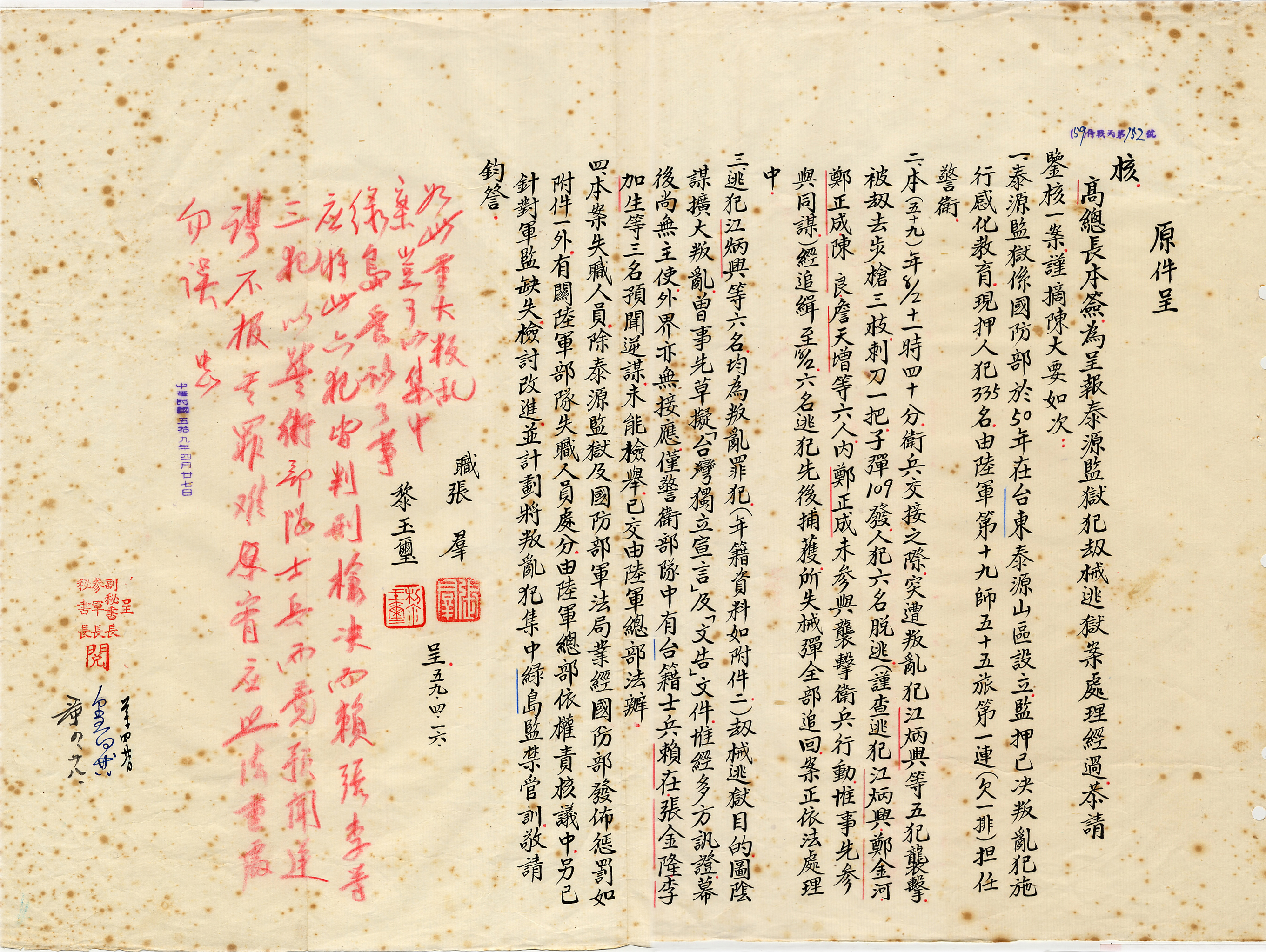
蔣中正在總統府秘書長張羣、參軍長黎玉璽與參謀總長高魁元所呈關於泰源監獄劫械逃獄處理過程之公文紅字親批下令槍決

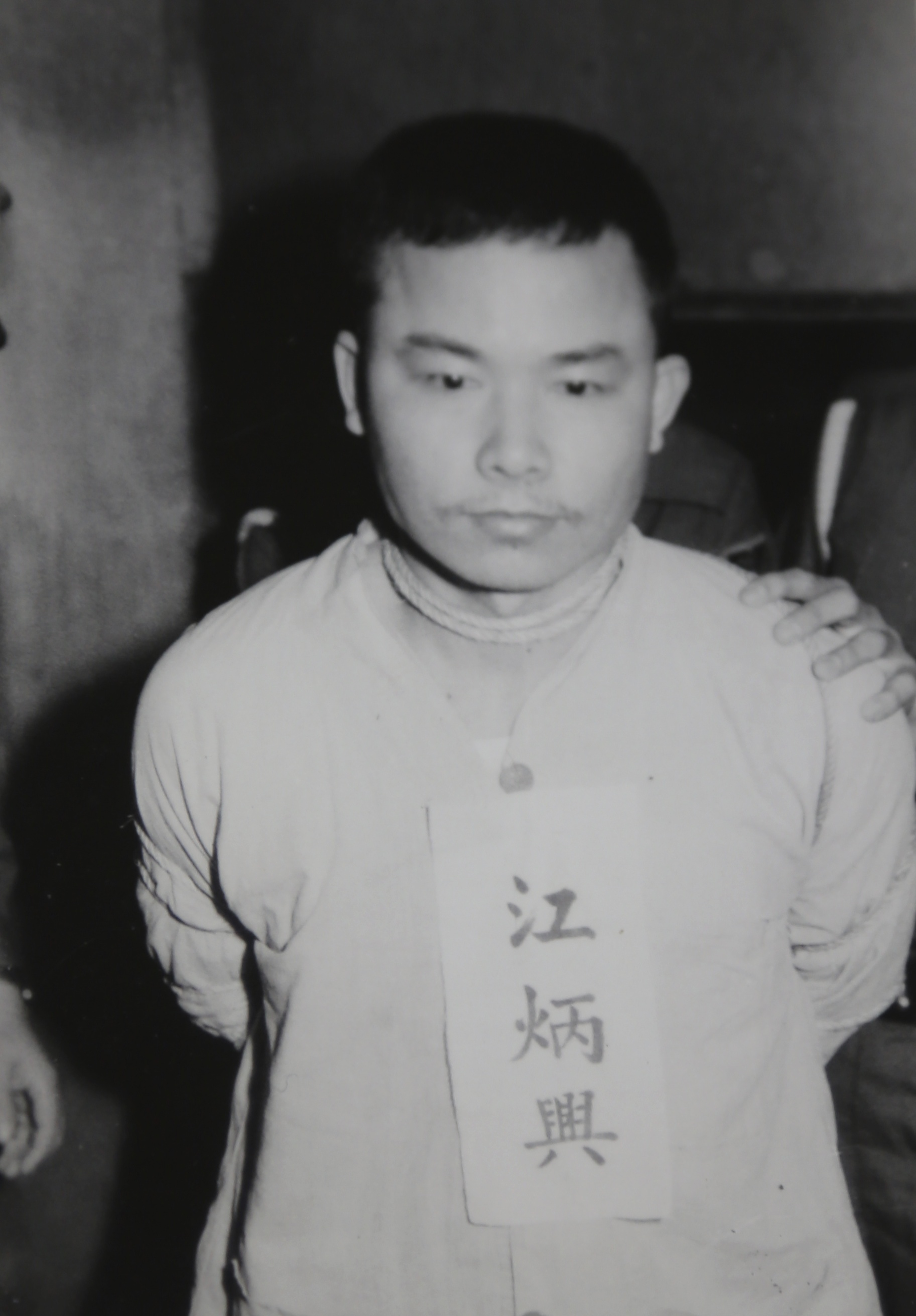
遭槍決前的江炳興

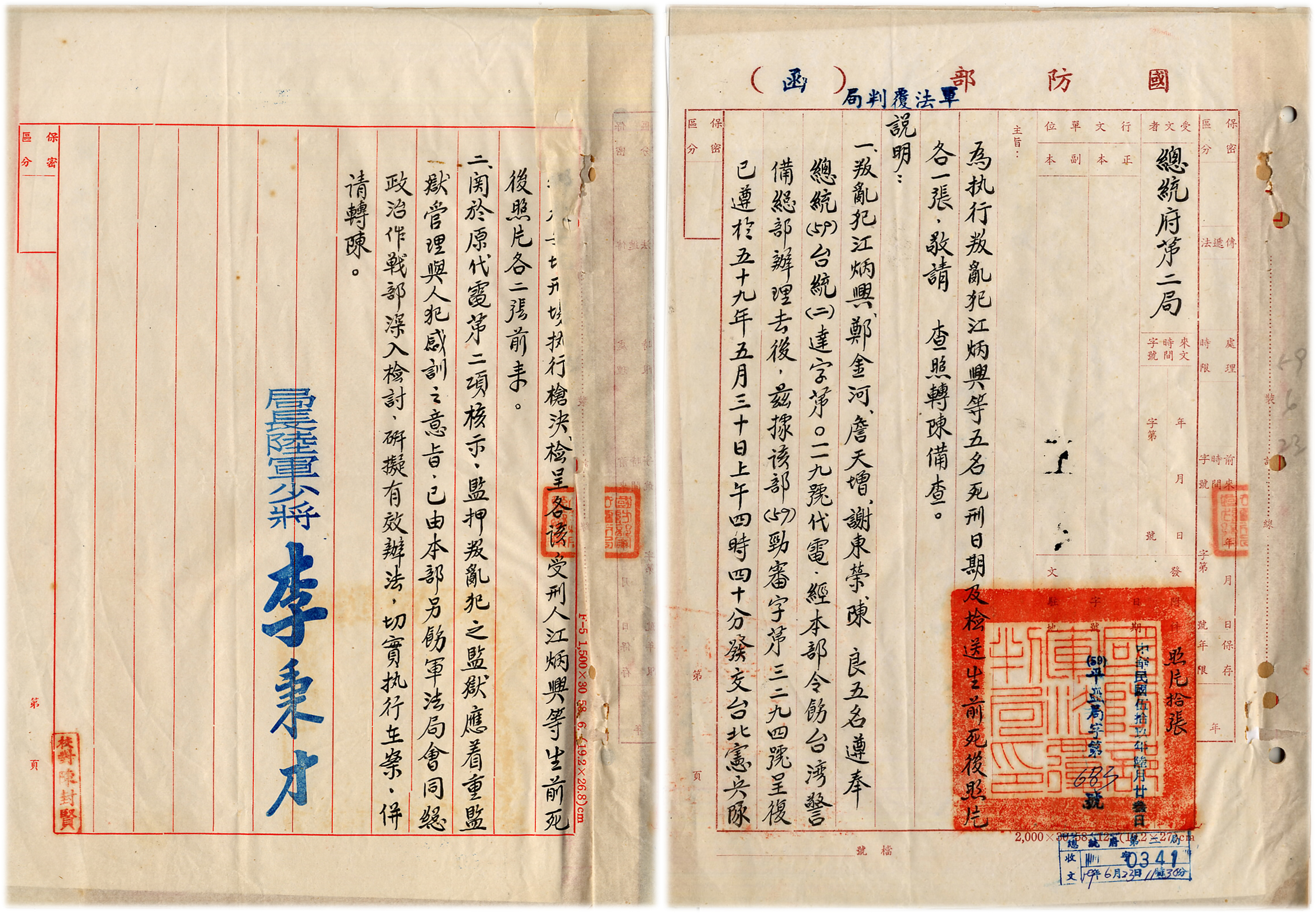
國防部軍法覆判局於6月呈給總統府之公文，陳報江炳興等五人遭槍決時間與生前、死後照片

六人均被臺灣警備總司令部依《懲治叛亂條例》第二條及《刑法》第一百條與第一百零一條「意圖以暴動之方法顛覆政府而著手實行」等起訴。鄭金河等按原定計劃堅稱係遭脅迫挾持逃亡而不知情的「人質」鄭正成免於一死，但仍被加重刑期15年6個月（連前案共計刑期28年6個月），可說是鄭金河為日後見證歷史留下的活口，其餘五人均於3月30日被判處死刑。4月16日，國防部參謀本部於覆判時上簽呈要將獄中其他叛亂犯送往綠島集中管訓。4月24日，行政院副院長蔣經國在美國紐約市遭留美博士班學生與台灣獨立建國聯盟成員黃文雄槍擊未遂。4月27日，總統蔣中正將「將叛亂犯移綠島監禁感訓」之公文誤解為6名被告之刑事處遇，批示「如此重大叛亂案，豈可以集中綠島管理了事，應將此六犯皆判刑槍決，而賴張李等三犯，以警衛部隊士兵，而竟預聞逆謀不報，其罪難宥，應照法重處，勿誤。」，但國防部早於蔣中正批示前作出已核准6名被告之覆判判決，並未照批示而改變原判決。
江炳興等人在5月30日被解送安坑刑場面臨槍決時仍高呼：「台灣獨立萬歲」，而且每人均深受數槍才身亡。鄭金河在遭槍決前曾對鄭正成說：「臺灣如果沒有獨立，是我們這一代年輕人的恥辱！」他說：「我們要走了，剩下的就留給你們了。」其餘泰源事件的知情、幕後參與而未被供出者，至少還有二、三十位，像是柯旗化、黃金島、吳俊輝、蔡寬裕、高金郎、鄭清田、陳庚辛、李萬章等人，從泰源被移囚國防部於綠島趕建的綠洲山莊後，皆在刑滿後再送感訓，另外囚禁三年。
曾率領二七部隊與國民政府第21師於烏牛欄之役作戰的黃金島便將其譽為「正港（真正）的臺灣青年...大家一定要記得這些臺灣人的烈士，我認為這六位志士的義氣比三國的關公還值得我們臺灣人尊敬。」

## 身後事與白色恐怖
江炳興遭槍決後，家屬接到電報通知前往臺北市立殯儀館認屍。因家貧且運費高昂，江父與妹妹決定就近安葬於木柵公墓。1981年，家屬撿完骨後將骨骸移回大里的仁化公墓。吳鍾靈（新竹市人，1927年生，二二八事件後入黃埔軍校第22期、1949年返臺，1958年因臺獨案被捕前為上尉，後遭判有期徒刑10年）、鄭正成、蔡寬裕、鄭清田等難友都前往祭拜。之後再移往五福公墓，與母親和弟弟葬在一起。而後又移葬南投名間鄉萬丹社區公墓。
泰源事件後，警方常常在三更半夜至江家徹底搜查。江炳興被槍殺後，警方依然每個月赴江家作戶口調查。江炳興的幾位妹妹出嫁後，幾位妹夫家也被查。家人也因此關心政治、具反抗意識，支持黨外民主運動，妹妹江月慧也堅定臺灣人要出頭天、要政黨輪替、要平反政治受難者、清算國民黨黨產的信念。

## 遲到42年的家書
江炳興的母親於1983年過世，江父則於1997年病逝。江爸爸與江媽媽直到臨終時都不知道兒子曾遺留下紙薄情深的書信。

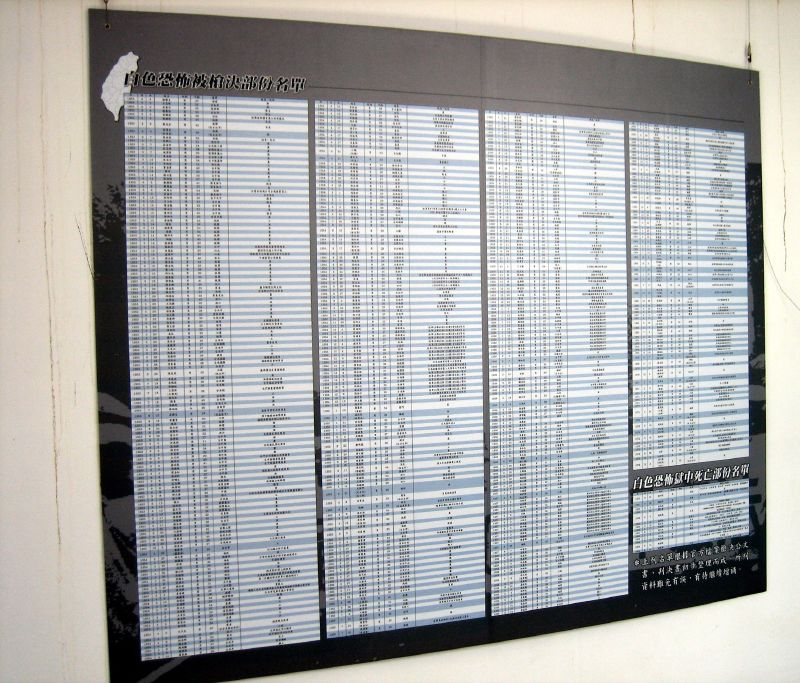
綠島監獄所展示臺灣白色恐怖時期部分遭槍決名單（僅1953-1975）。泰源案五人名單另可見於[http://ieu.myweb.hinet.net/list-02.jpg 部分受難者名單1952-72

由於許多臺灣白色恐怖時期受難者的遺書並未交至家屬手上，在家屬要求下，政府決定誠實面對歷史創傷，乃透過文化部籌備中的國家人權博物館陸續把遺書交還給家屬。江炳興於1970年4月5日晚間在新店軍人監獄用十行紙寫就分別給父母與弟妹的的遺書，寫了地址，卻沒有被寄回其臺中大里的老家，而是鎖進國家不見天日的檔案卷宗內。文化部長龍應台和同為泰源事件倖存者的臺灣政治受難者關懷協會秘書長蔡寬裕於2012年10月11日帶著這兩封遺書前往臺中大里，遲了42年才代表政府奉還給江炳興的雙胞胎妹妹，家屬拿到遺書激動的落淚。哥哥入獄時只是八歲小學生的這對姐妹，對哥哥的記憶不深，但父母親對兒子一輩子的遺憾和痛，她們卻難以忘懷。龍應台說：「希望我們的國家，永遠不要再走這樣的回頭路。」蔡寬裕表示，江炳興等人當年為了讓臺灣人的生存有尊嚴，秉持信念發動武裝革命，最後因此奉獻了生命，他曾受江父之託向有關當局申請泰源事件判決書，最後都石沉大海，江炳興的父母一直到過世前，都不知道兒子為何會被槍斃。
江炳興在信中有思念不捨，也盼家人以他為榮。他說：「...兒因此信基督、進軍校，又走入致死的道路，死，使兒心甚悲淒，但甚坦然…」「兒至死，以天下為己任」「懷著理想深知努力，最後乃以路途走得過遠而死，想爸爸媽媽以此念兒時，當可減少幾分悲傷」「爸爸媽媽常因我流淚，常祈求上天憐憫，終能使流淚變成歡樂。」「甚想念爸爸媽媽，但願真有來生，以求報答。死前千言萬語，不知從何說起...」

## 紀念與後續發展
自1991年起，泰源事件的難友都會於5月30日齊聚臺北市義光教會，為江炳興等五人舉行追思禮拜，彭明敏等相關人士也會參加。由於江炳興等五人遭槍殺前曾交代過鄭正成希望以後五人能合葬在一起。滿頭白髮的蔡寬裕說：「那六個兄弟，當時警總如何的刑求，我們都可以想像的到；但我想像不到他們竟然在那樣的刑求之下，沒透露任何一個姓名，使得我們幾百個人得以活了下來；但至今，我們甚至連個紀念塔或碑都沒能給他們...將他們的骨灰集中在一起...」
1996年3月，第一位臺灣籍總統李登輝獲選為第一位經公民直選產生的總統；7月，陸軍官校第31期臺籍畢業生湯曜明（與陳春榮同班）獲拔擢為第一位臺籍的陸軍總司令。1999年，湯曜明成為第一位臺籍參謀總長；2002年，再成為第一位臺籍國防部長。2001年同為陸軍官校第31期臺籍畢業生蔡朝明成為首位臺籍國安局上將局長。兩人是陸軍官校第31期畢業生中唯二晉升上將者（陸軍官校第31期有182名畢業生，其中臺籍7名）
1998年，立法院制定經總統公布《戒嚴時期不當叛亂暨匪諜審判案件補償條例》，設立「財團法人戒嚴時期不當叛亂暨匪諜審判案件補償基金會」，被關七年的江炳興亦列名於其受裁判者名單中，妹妹亦於江炳興難友的協助下於1999年申請補償，2001年獲受理通過。

### 2013年
5月25日，台灣北社、台灣客社等團體在國立臺灣大學校友會館擴大舉辦泰源起義43週年追思紀念會，以臺語朗讀江炳興及鄭金河當年寫給家人的遺書，高齡95歲的史明代表向5義士獻花致意，台灣獨立建國聯盟主席陳南天則表明台灣獨立建國這條路走到成功為止。
5、6月，施明德、洪奇昌、田秋堇等前往檔案管理局調閱泰源事件資料，直批蔣中正直接介入審判「比江國慶案還嚴重千百倍」，並與林濁水和胡鎮埔等以「有獨裁者存在，革命就是一種義務」、「烈士是人民的精神資產」、「唯有轉型正義才能真正帶來和解」、「紀念可敬對手」、「這是這塊土地的歷史」、「這些人是台灣民主化過程中的無名英雄」、「自由是抗爭者的戰利品，絕非掌權者的恩賜，這些人的莊嚴相貌在他軟弱徬徨時給他勇氣與力量。如今台灣已經歷政黨輪替又輪替，是時候讓台灣社會景仰這些烈士了」為主軸，發起向這些為國家前途而年紀輕輕就以身殉道的抗暴英靈、泰源烈士致敬禮拜活動，平反受難冤魂，以弭平仇恨、撫平傷痛，讓台灣走出對抗，團結大和解。
林濁水表示「社會常把把政治犯當英雄，而這些英雄們為什麼認為他們自己之中只有這5人值得年年紀念？因為政治犯的共識是，這5人才是真正的英雄。...泰源烈士...是整個地否定當權者統治權的正當性的...」
施明德的女兒施蜜娜、施笳與柯建銘的女兒柯涵文向富邦文教基金會青少年圓夢計畫提出「掘墳」計畫，調閱整理泰源事件與白色恐怖時期相關檔案，期望向新世代還原真相、喚起國家記憶，完成短片「死囚之歌」，她們相信「先人埋骨的地方就是寶藏的所在」，這些人是為理想、為全體台灣人而死，社會需要敬烈士，讓所有人永遠不會忘記，台灣人民是深深被祖先愛著的。
6月，台灣教師聯盟、台灣國家聯盟、台灣嘉義社等民間團體舉辦嘉義首場泰源事件五烈士紀念追思會，獻花歌詠「勇敢的台灣人」，並呼籲以台灣為主體寫歷史，而非任由外來殖民政權讓青史盡成灰，台灣人要以網路2.0突破封鎖台灣歷史的教科書。